# 우크라이나 정부
우크라이나 정부(우크라이나어: Уряд Украѕни, Uriad Ukrainy) 또는 우크라이나 내각(우크라이나어: Кабінет Міністрів Украѕни, 로마자 표기: Kabinet Ministriv Ukrainy, 줄여서 CabMin)은 우크라이나 행정권의 최고 기관이다. 우크라이나 소비에트 사회주의 공화국의 내각으로서 우크라이나 SSR No.980-XII 법에 따라 1991년 4월 18일에 설립되었다. 비톨드 포킨이 우크라이나의 초대 총리로 승인되었다.
내각은 우크라이나 총리와 부총리, 그리고 내각 회의에 참여하고 투표하는 기타 장관들로 구성된 내각의 "상임위원회"로 구성된 대학 기관이다. 총리는 내각을 주재한다. 일부 부총리는 제1부총리로 임명될 수 있다. 상임위원회가 실제로 기능하는 기관이었던 소련 시절과 달리 현 정부 상임위원회는 명목상이며 부총리는 다른 장관들에 비해 큰 이점을 갖지 못한다. 모든 정부 결정은 장관 또는 장관 지위를 가진 행정 기관의 중앙 기관의 수장에 의해 내각 회의에서 표결되고 채택된다. 내각 사무국은 내각의 운영을 보장하고, 우크라이나 국가공무원청은 공무원의 인적 자원을 제공한다.
우크라이나 정부 행정의 기본 단위는 장관급 지위를 부여받을 수 있는 행정 기관의 중앙 사무소(중앙 행정부)이다. 각 중앙 행정 기관의 의장은 해당 기관의 수장이다. 장관 지위가 없는 행정부의 많은 중앙 사무소는 정부 부처의 일부일 수 있지만 다른 사무소는 별도로 기능하거나 우크라이나 대통령이나 최고 라다(의회)를 지원한다. 장관 지위가 없는 행정 기관의 중앙 사무소는 서비스, 기관 또는 검사로 지정된다. 선택된 중앙 행정 기관에는 "특별 지위"가 부여된다. 극소수의 중앙집행기관만이 자금, 위원회 또는 기타 용도로 지정된다.
현재 우크라이나 내각은 데니스 시미할이 이끄는 시미할 정부로 2020년 3월 4일에 구성되었다.

## 구성
총 17개의 중앙 부처로 구성되어있다.